# Battlefield: Bad Company 2
Battlefield: Bad Company 2 (wym. [ˈbætəlfiːld ˌbæd ˌkʌmpəni ˈtuː]) – gra komputerowa z gatunku first-person shooter, wyprodukowana przez Digital Illusions CE i wydana przez Electronic Arts. Jest kontynuacją gry Battlefield: Bad Company z 2008 roku.
Premiera gry miała miejsce w marcu 2010 roku. Wersja beta gry dostępna była na platformach PC oraz PS3. 29 stycznia 2010 roku ukazała się wersja demonstracyjna gry na konsole Xbox 360 i PlayStation 3, która zakończyła się wraz z dniem 25 lutego. Gra została wydana w polskiej wersji językowej, w której głosu użyczają m.in. Mirosław Baka i Cezary Pazura.

## Postacie
- Starszy szeregowy Preston Marlowe – postać, w którą wciela się gracz. Marlowe po uszkodzeniu limuzyny generała zostaje przydzielony do 222 batalionu Rangersów, znanego jako tytułowa „Parszywa Kompania” (ang. bad company)
- Starszy szeregowy Terrence Sweetwater – technik, specjalista od łączności. Zostaje oskarżony o wprowadzenie wirusa do wojskowej bazy danych i wcielony do niesławnej kompanii.
- Kapral George Haggard Jr. – ekspert od materiałów wybuchowych. Nie ma nic przeciwko temu, że został przydzielony do „Parszywej Kompanii”.
- Sierżant sztabowy Samuel Redford – dowódca oddziału. Trafił do „Parszywej Kompanii” na własne życzenie, w zamian za to jego czas służby miał zostać skrócony.

## Wersja polska
Polska wersja językowa została opracowana przez Start International Polska. 

W polskiej wersji głosu użyczyli: 
- Cezary Pazura – Terrence Sweetwater
- Mirosław Baka – George Haggard Jr.
- Andrzej Blumenfeld – Samuel Redford
- Grzegorz Pawlak – James Aguire
- Mirosław Zbrojewicz – Flynn
- Adam Szyszkowski – Preston Marlowe
- Artur Dziurman – sierżant
- Robert Tondera – Brown
- Dariusz Błażejewski – Faraday

## Dodatki

### Onslaught
Dodatek został wydany 22 czerwca 2010 roku wyłącznie na platformy PlayStation 3 i Xbox 360. Zawiera on tryb kooperacji dostępny dla czterech graczy, mogących zmierzyć się z komputerem na przystosowanych do nowego trybu mapach Valparaiso, Atacama Desert, Isla Inocentes i Nelson Bay. Dostępne w nim są cztery poziomy trudności oraz globalne tablice wyników przedstawiające sukcesy graczy.

### Vietnam
Dodatek przenosi gracza na pola bitew w trakcie wojny w Wietnamie. Został on wydany 18 grudnia 2010 roku dla platformy PC, a 21 grudnia 2010 roku dla platform Xbox 360 i PlayStation 3. Zawiera 5 nowych map, 6 nowych pojazdów (takich jak np. amerykański śmigłowiec Huey i rosyjski czołg T-54) oraz 15 nowych broni. W momencie wydania dodatku zapowiedziano, iż piąta mapa dodatkowa mapa – Operation Hastings – zostanie odblokowana dla platformy, na której gracze jako pierwsi wykonają łącznie 69 000 000 zadań zespołowych (jak na przykład reanimacje, zaopatrzenia, asysty). Ostatecznie mapę odblokowali gracze z platformy PC, dnia 30 grudnia 2010 roku, jednak dwa dni później, w Nowy Rok, studio DICE odblokowało mapę również na pozostałe platformy, jako noworoczny prezent dla graczy. Gracze posiadający grę na konsolach otrzymali również 49 utworów muzycznych do słuchania przez wbudowane w grę radio oraz nowe komendy, zarówno dla jednostek amerykańskich jak i wietnamskich, bazujące na autentycznych komunikatach z wojny w Wietnamie. W dodatku tym dodano również nowe osiągnięcia do zdobycia, na każdej z platform.

## Sprzedaż
Liczba sprzedanych kopii Battlefield Bad Company 2 wynosi co najmniej 6 milionów egzemplarzy. Największym zainteresowaniem wśród graczy cieszy się wersja na komputery osobiste.